# George David Weiss
George David Weiss (født 9. april 1921, død 23. august 2010) var en amerikansk sangskriver, der især er kendt for at have skrevet "Can't Help Falling In Love", som blev et stort hit for Elvis Presley, samt "What a Wonderful World", som Louis Armstrong fik et tilsvarende stort hit med.
George Weiss stammede fra New York og virkede i begyndelsen af sin karriere især som arrangør for big bands. Han skrev også snart sange, i begyndelsen som regel sammen med Bennie Benjamin. Nogle af Weiss' sange blev også brugt i forskellige film som Mord A/S og Wild in the Country. Sidstnævnte havde Elvis Presley som hovedperson, og "Can't Help Falling In Love" stammer ligeledes fra en af Elvis' film, nemlig Blue Hawaii. Derudover var Weiss med til at skrive et par musicals, der blandt andet blev opført på Broadway.
Blandt hans øvrige kendte sange kan nævnes "Lullaby of Broadway" samt teksten til "The Lion Sleeps Tonight", der oprindeligt blev skrevet i Sydafrika af Solomon Linda med titlen "Mbube" og som efterfølgende havde været kendt i USA under titlen "Wimoweh".